# 31. maj
31. maj je 151. dan leta (152. v prestopnih letih) v gregorijanskem koledarju. Ostaja še 214 dni.

## Dogodki
- 1223 – bitka na Kalki
- 1578 – Antonio Bosio odkrije rimske katakombe
- 1848 – začetek vseslovanskega praškega kongresa
- 1884 – John Harvey Kellogg patentira koruzne kosmiče
- 1902 – konec druge burske vojne v južni Afriki
- 1910 – ustanovljena Južnoafriška unija
- 1916 – pričetek največje pomorske bitke pri Jutlandu med nemško in britansko vojna mornarico
- 1924 – Sovjetska zveza in Kitajska podpišeta sporazum, s katerim se Sovjetska zveza zaveže, da bo spoštovala suverenost Kitajske nad Zunanjo Mongolijo
- 1942 – nemški bombniki bombardirajo Coventry
- 1961 – ustanovljena Južnoafriška republika
- 1962 – razpuščena Zahodnoindijska federacija
- 1970 – močan potres v Peruju zahteva približno 70.000 žrtev
- 1974 – Izrael in Sirija podpišeta sporazum o umiku izraelskih enot z Golanske planote
- 1977 – dograjen naftovod Trans-Alaska med severom in jugom Aljaske
- 1987 – po evropskih tirih začno voziti vlaki Eurocity
- 1988 – Služba državne varnosti aretira novinarja Mladine Janeza Janšo, varnostni organi JLA pa zastavnika Ivana Borštnerja
- 1997 – odprt Most konfederacije med kanadskima provincama Novi Brunswick in Otok princa Edvarda
- 2003 – Concorde družbe Air France poleti še zadnjič
- 2010 – izraelska vojska napade konvoj humanitarnih ladij namenjenih v blokirano Gazo, v streljanju umre 19 civilistov, 40 pa jih je ranjenih

## Rojstva
- 1048 – Omar Hajam, perzijski matematik, astronom, pisatelj, pesnik, filozof († 1131)
- 1243 – Jakob II., aragonski princ, kralj Majorke († 1311)
- 1469 – Manuel I., portugalski kralj († 1521)
- 1557 – Fjodor I., ruski car († 1598)
- 1664 – Giulio Alberoni, špansko-italijanski kardinal, državnik († 1752)
- 1753 – Pierre Victurnien Vergniaud, francoski revolucionar († 1793)
- 1773 – Johann Ludwig Tieck, nemški pesnik, pisatelj, kritik († 1853)
- 1801 – Johann Georg Baiter, švicarski filolog († 1877)
- 1802 – Cesare Pugni, italijanski skladatelj († 1870)
- 1819 – Walt Whitman, ameriški pesnik († 1892)
- 1838 – Henry Sidgwick, angleški filozof († 1900)
- 1860 – Walter Richard Sickert, angleški slikar († 1942)
- 1872 – Charles Greeley Abbot, ameriški astrofizik, astronom († 1973)
- 1878 – Kazimir Zakrajšek, slovenski redovnik, pesnik, pisatelj, dramatik in urednik († 1958)
- 1883 – Lauri Kristian Relander, finski predsednik († 1942)
- 1923 – Rainier III. Grimaldi, monaški knez († 2005)
- 1930 – Clint Eastwood, ameriški filmski igralec, filmski režiser
- 1932 – Jay Miner, ameriški elektronik († 1994)
- 1939 – Terry Waite, britanski človekoljub
- 1945 – Rainer Werner Fassbinder, nemški filmski režiser († 1982)
- 1948 – John Henry »Bonzo« Bonham, ameriški bobnar († 1980)
- 1965 – Brooke Shields, ameriška filmska igralka
- 1984 – Mirna Reynolds, slovenska glasbenica in igralka
- 1986 – Robert Gesink, nizozemski cestni kolesar
- 1989 – Marco Reus, nemški nogometaš, Borussia Dortmund

## Smrti
- 455 – Petronij Maksim, rimski cesar (* 396)
- 1009 – ibn Junis, egipčanski astronom, matematik (* 950)
- 1076 – Waltheof Northumbrijski, zadnji anglosaksonski grof (* 1050)
- 1162 – Géza II., ogrski kralj (* 1130)
- 1223 – Mstislav III., kijevski veliki knez
- 1321 – Birger Magnusson, švedski kralj (* 1280)
- 1370 – Sveti Vital Asiški, italijanski benediktanski menih (* 1295)
- 1408 – Ašikaga Jošimicu, japonski šogun (* 1358)
- 1417 – Vilijem II. Wittelsbaški, vojvoda  Bavarske-Straubinga, holandski (IV.), hainauški (VI.) in zeelandski (V.) grof (* 1365)
- 1594 – Jacopo Robusti - Tintoretto, italijanski slikar (* 1518)
- 1740 – Friderik Viljem I., pruski kralj (* 1688)
- 1764 – Franc Jelovšek, slovenski slikar (* 1700)
- 1799 – Pierre Charles Le Monnier, francoski astronom (* 1715)
- 1809:
  - Franz Josef Haydn, avstrijski skladatelj (* 1732)
  - Jean Lannes, Napoleonov general in maršal Francoskega cesarstva (* 1769)
- 1831 – Samuel Bentham, angleški inženir (* 1757)
- 1832 – Évariste Galois, francoski matematik (* 1811)
- 1837 – Joseph Grimaldi, angleški pantomimik, klovn (* 1778)
- 1846 – Philip Konrad Marheineke, nemški protestantski teolog (* 1780)
- 1848 – Eugénie de Guérin, francoska pisateljica (* 1805)
- 1854 – Vatroslav Lisinski, hrvaški skladatelj (* 1819)
- 1954 – Fran Jeran, slovenski matematik (* 1881)
- 1960 – Walther Emanuel Funk, nemški nacistični ekonomist (* 1890)
- 1995 – Pavel Šivic, slovenski skladatelj (* 1908)
- 2000 – Tito Puente, portoriški glasbenik (* 1923)
- 2007 – France Vreg, slovenski komunikolog (* 1920)
- 2010 – Zvonko Čemažar, slovenski besedilopisec in pesnik (* 1927)
- 2013 – Jean Stapleton, ameriška odrska, filmska in televizijska igralka (* 1923)

## Prazniki in obredi
Svetovni dan brez tobaka https://www.who.int/campaigns/world-no-tobacco-day